# Mordellistena serraticornis
Mordellistena serraticornis es una especie de coleóptero de la familia Mordellidae.

## Distribución geográfica
Habita en  Marruecos.